# Мечеть в Фиттье
Мечеть в Фиттье (швед. Fittja moské) — мечеть в турецком стиле в стокгольмском районе Фиттья в Швеции. Построена на средства местной турецкой исламской ассоциации, которая насчитывает около 1500 членов.

## История
Строительство началось в 1998 году и завершилось в 2007 году. Высота минарета составляет 32,5 метра.
В апреле 2013 года мечеть стала первым мусульманским молитвенным сооружением в Швеции, которое получило разрешение призывать к молитве через громкоговорители. В мечети разрешено осуществлять призыв к молитве по пятницам с полудня до часа дня продолжительностью от трех до пяти минут.
В ноябре неизвестные взломали входную дверь в мечеть и разбросали по помещению свиные ноги.